# Karthagische Religion
Die karthagische Religion basiert im Wesentlichen auf der ihrer Gründer, der Phönizier,  mit ihren Göttern, die den Übergang vom Naturgott zum Stadtgott zeigen. 

## Götterhimmel
Zum karthagischen Götterhimmel gehören unter anderem:
- Baal-Hammon
- Baal-Qarnaim
- Eschmun
- Melkart
- Patäke
- Schadrapa
- Tanit

## Merkmale
Die karthagische Religion war im Altertum bei Karthagos Gegnern berüchtigt, da man ihr Menschenopfer nachsagte. So berichtet Diodor über die Opferung von 500 Kindern des karthagischen Adels im Jahr 310 v. Chr. Entsprechend wurde Baal-Hammon nicht mit dem griechischen Göttervater Zeus identifiziert, sondern mit dem seine eigenen Kinder verschlingenden Kronos.  Die Entdeckung von Tausenden von Urnen mit Kinderknochen bei den Ausgrabungen im Tofet von Karthago galt als Beweis für tatsächlich praktizierte massenhafte Kinderopfer. In neuerer Zeit wird diese Deutung bezweifelt, da es sich bei diesem Ausgrabungsort auch um einen Kinderfriedhof gehandelt haben könnte. In einem ähnlichen Tofet bei Hadrumetum enthalten nur die Urnen aus den untersten Schichten Menschenknochen, in den oberen Schichten werden sie immer mehr von Tierknochen abgelöst.
Die große Bedeutung der Religion im karthagischen Alltagsleben zeigt sich auch in den Personennamen, die meistens ein Abhängigkeitsverhältnis von den Göttern anzeigen. Schon der Name des berühmtesten Karthagers Hannibal („Baal ist gnädig“), weist auf den phönizischen Gott Ba’al hin. Besonders wurde er als Baal-Hammon („Ba’al der Hitze“, möglicherweise war er ein Sonnengott) angebetet. Auffällig ist die Popularität der weiblichen Gottheit Tanit, wodurch sich die karthagische Religion von ihren phönizischen Ursprüngen unterscheidet. Es wird angenommen, dass die herausragende Stellung der Göttin auf libyschen Einfluss in der Frühzeit Karthagos zurückgeht. Ansonsten verhinderte der intensive konservative Charakter der karthagischen Religion das Eindringen fremder Kulte. Offiziell eingeführt wurde in Karthago jedoch der Kult um Demeter und Kore.
Aus Inschriften geht hervor, dass es unter den Priestern eine Hierarchie gab mit kohen und rab kohenim, Oberhaupt der Priester. Vermutlich hatte jeder Tempel einen Oberpriester mit mehreren Untergebenen. Oberste religiöse Instanz war ein aus zehn Mitgliedern des karthagischen Senats zusammengesetztes Kollegium. Die üblichen Opfergaben waren Tieropfer (Stiere, Kälber, Schafe, Lämmer, Zicklein und Geflügel), ferner andere Nahrungsmittel und Weihrauch. Auf zahlreichen Stelen im Tofet von Karthago findet sich das Wort MLK (Weiheopfer), das zur Römerzeit in Nordafrika als MLKMR (Opferung des Lammes) weiterlebte. Die Bezeichnung hat ihren Ursprung in phönizisch-kanaanäischen Opferriten, die sich in der biblischen Bezeichnung Moloch widerspiegeln.
Üblicherweise wurden die Karthager beerdigt, die Reichen oft auf dem Boden tiefer Schächte und Gräben, in der Spätzeit auch in Sarkophagen griechischer Herkunft. Als Grabbeigaben finden sich Statuetten der Göttin Tanit oder Schutzmasken, die böse Geister abwehren sollten.
Nach der Eroberung Afrikas durch die Römer erhielten die karthagischen Gottheiten lateinische Namen, die zu ihnen passten. So wurde aus Baal-Hammon nun Saturn mit dem Beinamen Erntegott und aus Tanit Juno, oft mit dem Beinamen Caelestis, um ihre Stellung als Himmelsgöttin zu kennzeichnen. Erst der Sieg des Christentums bedeutete das Ende der karthagischen Religion. Im Jahr 421 zerstörten römische Soldaten den riesigen Tempelbezirk der Caelestis.